# Ophiuche loxo
Ophiuche loxo är en fjärilsart som beskrevs av Druce 1890. Ophiuche loxo ingår i släktet Ophiuche och familjen nattflyn. Inga underarter finns listade i Catalogue of Life.